# 坂上二郎
坂上 二郎（さかがみ じろう、1934年〈昭和9年〉4月16日 - 2011年〈平成23年〉3月10日）、は、日本のコメディアン、俳優、歌手。鹿児島県鹿児島市出身。浅井企画所属。通称「二郎さん」。

## プロフィール
鹿児島県鹿児島市出身。2歳のとき家族で満州国に渡り、同国の首都の新京と当時は中華民国の支配下にあった北京で育ち、小学校1年生のとき鹿児島に戻る。

### コメディアンデビュー
鹿児島市立清水中学校を卒業後、鹿児島市内の百貨店・丸屋呉服店に勤務する。1953年、『のど自慢素人演芸会』で鹿児島県代表に選ばれ優勝したのを機に、歌手を目指し上京する。さまざまな職業を経て青木光一の付き人や島倉千代子の専属司会者を経て、1954年に内海突破門下となり、漫才コンビ「内藤ロック・安藤ロール」を結成。解散後、「安藤ロール」の名のままストリップ劇場・「浅草フランス座」のコメディアンとなり、阿部昇二に師事。幕間コントで萩本欽一と共演した。萩本と出会ったのは1962年の秋のことだったが、年齢も芸人のキャリアも坂上が上だったこともあって、当時はお互い楽屋で口も利かない関係だった。1963年頃に中川プロダクションに所属。そこで後に自分たちのマネージャーとなる浅井良二に会う（浅井は当時中川プロで三木のり平、八波むと志のマネージャーをしていた）。しかし中川プロが大幅なリストラを断行することになり、坂上はその“リストラ要員”に含まれて退所する。

### コント55号
キャバレーの営業等で食いつないでいた1966年、萩本と再会し、お笑いコンビ「コント55号」を結成する。初めは歌手を目指したがさっぱり売れず、諦めかけて大型免許を取って転職しようとした矢先、たまたま麻雀のメンバーが足りず萩本に電話をかけたのが55号に繋がった。もともと即席コンビだったのが、浅草松竹演芸場・日本劇場などで人気を博し、当時の演芸ブームに乗ってテレビに引っ張りだことなり、一世を風靡することになった。コント55号ではボケ担当で、萩本の「タレ目」に対して「チッコイ目」で売った。「飛びます、飛びます」や「コタローね」といったギャグで人気を集める。
また、『コント55号の裏番組をぶっとばせ!』では下ネタを嫌う萩本に対し、率先して汚れ役を引き受け、アイドル歌手やグラビアタレント相手に野球拳を行った。

### 俳優
コント55号として活動中の1972年頃より役者としても活動し、1976年にコンビとしての活動中断以降は本格的に出演した（相方の萩本は舞台やバラエティーを中心に出演）。『夜明けの刑事』で連続テレビドラマ初主演を果たした。
なお長男の洋雄は坂上大樹の芸名で1974年に映画『愛と誠』でデビューしている。

### 歌手
コメディアン、俳優と並行して念願の歌手としても活動した。1974年に『学校の先生』が約30万枚を売り上げてヒットした。その後は『風まかせ 新・諸国漫遊記』テーマソングとなる『風まかせ』や、ユニコーンとのコラボレーションである『デーゲーム』などを歌う。美声と独特の節回しで知られる。また、坂上の声が『柿の木坂の家』で有名な青木光一に似ているとも言われる。もともと岡晴夫の持ち歌だった『憧れのハワイ航路』をTVなどで数多く歌っている。

### 晩年
2003年9月25日（木曜日）にゴルフのプレイ中に脳梗塞で倒れたが、同伴競技者に医師がいたため、その場ですぐに適切な応急処置を施され病院に搬送。幸い軽度で済み、必死のリハビリで2004年6月に復帰した。
2005年4月21日に、歌手としては5年ぶりの新曲CD『必殺!人生送りバント/飛びます音頭』を発売した。『必殺!〜』は、坂上の波瀾万丈の半生を題材に、さだまさしが作詞・作曲を手掛けた。
2005年6月4日には、栃木県那須塩原市に転居。お笑い芸人の育成学校「那須お笑い学校」の名誉校長に就任した。また同時期に、それまで居住していた東京都練馬区（平和台駅前）にも、自らが学院長を務める「総合芸能学院キャメルアカデミー」を開校した。
2006年5月6日、地元で結成された社会人野球チームの鹿児島ホワイトウェーブの総監督に就任した。背番号は茨城ゴールデンゴールズの萩本欽一と同じ55。
2010年8月13日に自宅の台所で再び脳梗塞で倒れた。その際に頭を強打し、病院に搬送され入院した。首から下が麻痺し、手足が動かせない状況となったため、2011年1月2日より開幕する明治座初春特別公演の出演は取り止めとなった。

### 最期
2011年3月10日午前9時40分、脳梗塞のため栃木県那須塩原市の病院で死去。76歳没。戒名は慈照院和道法郎居士（じしょういんわどうほうろうこじ）。
坂上の訃報を受けて萩本欽一は、取材先の富山から飛行機で帰京した羽田空港にて報道陣に囲まれ「悲しい。さびしい。二郎さんのばか」と漏らした。また「コント55号は最高だった。二郎さんのおかげで楽しい笑い人生になった。坂上二郎を忘れません」と、長年の相方を偲ぶコメントも発表している。
事務所の後輩で、『カックラキン大放送!!』で共演した関根勤は「二郎さんは俺自身のアイドル的存在でお笑いの道を目指すきっかけを作った」、同じく事務所の後輩の小堺一機は「また、昭和の芸能界の偉大な先輩にお別れしなければならない。残念でさびしい」とそれぞれコメントした。また昭和九年会の仲間でもあり、『ぴったし カン・カン』で共演した藤村俊二やドラマ『夜明けの刑事』で共演した石橋正次、坂上の物真似を持ちネタとしていた片岡鶴太郎、かつて「デーゲーム」でコラボしたUNICORNなども哀悼のコメントを発表している。
3月13日、那須塩原市内の斎場にて家族葬が営まれ、萩本も2日前（坂上死去の翌日）に起こった東北地方太平洋沖地震（東日本大震災）の影響で交通事情が悪化する中で斎場に駆け付けた。出棺の際、坂上の遺影を抱いた萩本は「元気に見送ってあげてください。坂上二郎さんはただ今、飛びます、飛びました」と言って、長年の相方に最後の別れをした。
萩本は「死んだ日が二郎さんらしかったよね。ちゃんと報道してもらうためには、ギリギリのタイミングだったんだもん」と述懐している。
坂上死去の直後に東北地方太平洋沖地震が発生したことにより、テレビ各局は特別報道態勢の関係で追悼番組などに関して製作・放送を見送る形となっていた。一周忌を経た2012年、日本テレビが『欽ちゃんのありがとう二郎さんツアー』と題した追悼特別番組を制作し、5月19日の土曜ロータリー枠で放送した。

## ギャグ
飛びます、飛びます
コント55号のコント「飛行場」で、飛行機の手振り付きで用いられたフレーズ（A飛行機、B飛行機、〜）。
数あるコントの一つに過ぎないものとして長い間埋もれていたが、1980年代に入り、坂上の物まねを得意とする片岡鶴太郎が好んで多用。以後、代表的ギャグとして定着した。
また、他のギャグもイジリー岡田などにパロディーをされている。
ハプニングとアドリブ
コント55号の笑いはハプニング的な物が多かった。一応岩城未知男が書いた台本があるのだが、坂上は非常に記憶力がよく台本を読ませると完璧に覚えてしまい、全てが予定調和になってしまうため、萩本は坂上に台本を読ませなかったり、突如ステージで台本を無視して舞台上で坂上に無理難題をふっかけるなどして対処した。坂上は困惑したが、これを全て笑いに変えていった。この過程で上記のように坂上が決めゼリフを頻発し、笑いを畳み掛けた。
結局コント55号の笑いは坂上抜きには成立せず、ビートたけしをして「最高の受け役」と言わしめている。
坂上は後に「二度同じネタをやったことはなかった」と述べているが、理由は前述のアドリブのためである。
忍者ネタ
『みんなで出よう55号決定版!!』（TBS）内の忍者ネタのコーナーでは必ず全身真っ赤な忍び装束で登場し、黒装束の正統派なアクションを演じるメンバーの後にずっこけたアクションを行い笑いを取っていた。
この「赤忍者」にはテーマジングルがあり、出場・退場時双方でかかっていた。他の忍者達にも「黒忍者」という名称があり、同様にジングルがあった。
キャラクター
朴訥なキャラクターや俳優としての役柄、萩本からサディスティックな突っ込みを受けるポジションなどから不器用なタイプと誤解されがちだが、歌、踊り、動き、喋りなど芸のスキルは非常に高かった。
西条昇著『東京コメディアンの逆襲』（1996年、博美館、ISBN 978-4334725747）の中のインタビューで萩本は「これだけ力のある奴を困らすって、大変だなと思いましたねえ」と語り、西条はそれがまた萩本の異常な芸風（西条は「変な人の突っ込み」と分類し、このカテゴリには萩本一人しか属さないとしている）を引き出したと分析している。

## 出演

### バラエティ

#### コント55号
- お昼のゴールデンショー（フジテレビ）
- コント55号の世界は笑う（フジテレビ）
- チータ55号（TBS）
- みんなで出よう55号決定版!→55号決定版!（TBS）
- コント55号の裏番組をぶっとばせ!（日本テレビ）
- ウォー!コント55号（NETテレビ 現：テレビ朝日）
- コント55号笑ってたまるか（NETテレビ）
- コント55号のなんでそうなるの?（日本テレビ）
- ぴったし カン・カン（TBS）

#### 単独出演
- テレビはこれだ!ドラマが3つも（1971年、TBS）
- 60分笑いっぱなし!!（1972年、日本テレビ）
- カックラキン大放送!!（1975年 - 1986年、日本テレビ）
- まっ昼間!笑っちゃおう（1978年 - 1979年、フジテレビ）
- シャープ・スターアクション（日本テレビ）
- 紅白ものまね歌合戦→とびだせものまね大作戦（フジテレビ）
- 二郎さんのOh!マイおやじ（1975年、朝日放送 現：朝日放送テレビ）
- さあ!どうする!（1976年、フジテレビ）
- 大正週間漫画 ゲラゲラ45（1979年 - 1983年、テレビ朝日）
- お化けのサンバ（1980年、東京12チャンネル 現：テレビ東京）
- もんもんドラエティ（1981年、テレビ東京）
- 巨泉・前武ゲバゲバ90分!（日本テレビ）
- アイラブ・クラシック（1993年10月 - 12月、NHK教育）
- 徳光のTVコロンブス（テレビ東京）

### テレビドラマ
- 弥次喜多隠密道中 第1話「隠密大作戦」（1971年、NTV・歌舞伎座テレビ室） - 与吉
- 荒野の素浪人（1972 - 1973年、NET・三船プロ） - すっぽんの次郎吉
- 荒野の用心棒（1973年、NET・三船プロ） - すっぽんの三吉
- 東芝日曜劇場 浅き春の里（1974年、CBC）
- 時間ですよ・昭和元年（1974年、TBS）
- 夜明けの刑事（1974年 - 1977年、TBS・大映テレビ制作） - 鈴木勇刑事
- うしろの正面（1975年、NET） - 江島精六
- たぬき先生奮戦記（1975 - 1976年、フジテレビ）
- たぬき先生騒動記（1976年、フジテレビ）
- 隠し目付参上 第4話「念には念を入れすぎたか」（1976年、毎日放送） - 永福和尚
- 新・夜明けの刑事（1977年、TBS・大映テレビ制作） - 鈴木勇刑事
- すぐやる一家青春記（1977年、TBS）
- 明日の刑事（1977年 - 1979年、TBS・大映テレビ制作） - 鈴木勇刑事
- 新幹線公安官 第7話「秘密の中の顔」（1977年、テレビ朝日）
- 江戸の鷹 御用部屋犯科帖（1978年、テレビ朝日） - 雉兵衛
- 図ぶとい奴・危険な賭け（1978年、ANB / 大映テレビ、土曜ワイド劇場）
- 鉄道公安官 第20話「泣き虫公安官 事件簿」（1979年、テレビ朝日） - 車田公安官
- 江戸の牙（1979年、テレビ朝日） - 金丸半兵衛
- 駆け込みビル7号室（1979年）
- 桃太郎侍（日本テレビ）
  - 第174話「お化け長屋のタヌキ騒動」（1980年）
  - 第209話「桃太郎とヘンな泥棒」（1980年）
- 暴れん坊将軍シリーズ（テレビ朝日）
  - 吉宗評判記 暴れん坊将軍
    - 第114話「正体見たぞ!隼小僧」（1980年） - 次郎吉
    - 第179話「狸侍一番手柄!」（1981年） - 石田岩蔵

  - 暴れん坊将軍III SP「将軍が消えた!? 吉宗暗殺の渦巻く紀州和歌山」 - 紀伊国屋文左衛門
- 1年B組新八先生（1980年、TBS） - 西藤秀吉
- 雪姫隠密道中記 第3話「狸の又平 槍の仇討 －唐津－」（1980年、毎日放送 / S.H.P） - 又平
- 柳生あばれ旅 第9話「雨の宿場に花一輪 －島田－」（1980年、テレビ朝日） - 源助
- 長七郎天下ご免! （テレビ朝日）
  - 第24話「酒がかたきの極楽とんぼ」（1980年）- 平吉
  - 第92話「命賭けます!忍び恋」（1981年）- 又平
- 赤い死線（1980年、TBS） - 村田
- 走れ!熱血刑事（1980年 - 1981年、テレビ朝日） - 中村鉄男
- 花咲け花子 第1シリーズ（1981年、日本テレビ）
- いのち燃ゆ（1981年） - 市蔵
- 銭形平次 第792話「人情渡り鳥」（1981年、フジテレビ） - 弥三郎
- ハイカラさん（1982年、NHK） - 石川留吉
- 土曜ワイド劇場（ANB）
  - 山口線「貴婦人号」SL殺人トリック 哀しい汽笛が津和野に響く (1982年)
  - 江戸川乱歩の美女シリーズ（1986年 - 1990年） - 波越警部
- 遠山の金さん 第1シリーズ （ANB / 東映）
  - 第49話「大逆転! 泥棒になった遠山桜」（1983年） - 太郎吉
  - 第62話「非情の再会・闇街道に消えた女」（1983年）- 太郎吉
  - 第94話「女豹が狙った42人の大スリ軍団!」（1984年）- 次郎吉
  - 第122話「愛の墓場・二人の父をもつ悪女!」（1984年）- 次郎吉
- 高校聖夫婦（1983年、TBS・大映テレビ制作） - 大野勇一郎
- ザ・サスペンス 日本一周「旅号」殺人事件（1983年、TBS） - 亀井刑事
- 大江戸捜査網 第636話「宿命の絆 父と娘の別れ唄」（1984年、テレビ東京 / 三船プロ） - 富造
- スクール☆ウォーズ（1984年、TBS・大映テレビ制作） - 内田玄治
- 水戸黄門（TBS / C.A.L）
  - 第14部 第29話「悲願叶えた狸の仇討ち・信楽」（1984年） - 次郎平
  - 第16部 第15話「娘が消えた縮緬の里・宮津」（1986年） - 善作
  - 第17部 第18話「河豚に当って悪退治・下関」（1987年） - 善六
  - 第20部 第22話「酔いどれ幸助涙の仇討ち・鹿児島」（1991年） - 幸助
  - 第22部 第20話「酔いどれ十手が悪を断つ・小倉」（1993年） - 次郎蔵
  - 第23部 第27話「酔いどれ男の恩返し・人吉」（1995年） - 又平
  - 第24部 第13話「無念晴らした仇討ち旅・高鍋」（1995年） - 友平
  - 第32部 第9話「助さんの相棒は娘スリ・輪島」（2003年） - 長兵衛
- 風の中のあいつ（1984年、日本テレビ） - 大石松之助
- スタア誕生（1985年、フジテレビ・大映テレビ製作） - 二宮吾一
- 若妻殺し（1985年7月13日、テレビ朝日）
- 天使のアッパーカット（1986年、TBS・大映テレビ制作） - 修平
- ザ・スクールコップ（1988年、フジテレビ・大映テレビ製作） - 富山治作
- 大岡越前 第10部 第14話「闇夜に迫る辻斬りの恐怖」（1988年、TBS / C.A.L） - 彦六
- 裸の大将 第33話「清の三泊四日五島の旅」（1989年、KTV / 東阪企画） - 大助
- 右門捕物帖 血染めの矢 江戸－長崎 黄金強奪連続殺人に必殺の十手が挑む!（1989年、テレビ朝日 / 東映） - 伝六
- 翔ぶが如く（1990年、NHK） - 西郷吉兵衛
- いのち草（1990年、読売テレビ）
- 年末ドラマスペシャル・続・蒲田行進曲 銀ちゃんが行く（1991年、TBS）
- 花王 愛の劇場・おべんきょう（1992年、TBS）
- 腕におぼえあり（1992年、NHK) - 相模屋吉蔵
- 名奉行 遠山の金さん（テレビ朝日 / 東映）
  - 第4シリーズ 第7話「狙われた生き証人」（1992年） - 忠助
  - 第6シリーズ 第22話「還暦祝い毒殺事件」（1995年） - 遁兵衛
- 土曜ドラマ（NHK）
  - 百年の男（1995年） - 吉井
  - 風になれ鳥になれ（1998年3月）
- ダイエット三姉妹の旅情事件簿（1997年1月18日、テレビ朝日）
- 演歌・唱太郎の人情事件日誌II（1997年1月20日、TBS）
- 鬼平犯科帳 第8シリーズ 第3話「穴」（1998年、フジテレビ / 松竹） - 平野屋源助
- いばらの償い（2000年、毎日放送）
- こちら第三社会部（2001年11月26日） - 深浦丈三
- 税務調査官・窓際太郎の事件簿7（2001年、TBS） - 住田敏夫
- 十津川警部シリーズ23（2001年、TBS） - 森下浩平
- 法医学教室の事件ファイル15（2001年、テレビ朝日） - 楠田豊
- はぐれ刑事純情派第14シリーズ 第24話「立待岬に消えた女！東京－函館－奥尻島、死んだ母は生きていた!?」（2001年9月26日） - 村田五朗 役
- オルファクトグラム（2002年、WOWOW）
- はみだし刑事情熱系VII 第7話「霊安室の白い女? 法医学トリックの悲劇」（2003年、テレビ朝日） - 大隅教授 役
- 危険なアネキ 第2話（2005年10月24日、フジテレビ） - 岩田陽蔵
- 猪熊夫婦の駐在日誌2（2005年3月23日） - 中村義郎
- 夏樹静子ミステリー アリバイの彼方に（2005年、フジテレビ）
- 赤い奇跡（2006年、TBS） - 小林栄作
- 特命!刑事どん亀 第11話「霊感コンサート」（2006年、TBS） - 豊橋吾郎[22]

### 映画
- 初恋宣言（1968年 松竹）
- コント55号 世紀の大弱点（1968年 東宝）
- コント55号と水前寺清子の神様の恋人（1968年 松竹）
- コント55号と水前寺清子のワン・ツー・パンチ 三百六十五歩のマーチ（1969年 松竹）
- コント55号 人類の大弱点（1969年 東宝）
- コント55号 俺は忍者の孫の孫（1969年 東宝）
- コント55号 宇宙大冒険（1969年 東宝）
- チンチン55号ぶっ飛ばせ!出発進行（1969年 松竹）
- こちら55号応答せよ!危機百発（1970年 松竹）
- コント55号と水前寺清子の大勝負（1970年 松竹）
- コント55号とミーコの絶体絶命（1971年 松竹）
- 泣いてたまるか（1971年 松竹）
- 初笑いびっくり武士道（1972年 松竹）
- 男じゃないか 闘志満々（1973年、松竹）
- 喜劇 だましの仁義（1974年 東宝）
- 狼よ落日を斬れ（1974年 松竹）
- スプーン一杯の幸せ（1975年 松竹）
- 星の国から来た仲間（1975年）※声の出演（エディ・アルバートの吹替）
- お祭り野郎 魚河岸の兄弟分（1976年 東映）
- 犬笛（1978年 東宝）
- 金田一耕助の冒険（1979年、東映）
- 漂流（1981年 東宝） - 源右衛門
- 南十字星（1982年 東宝）
- この子の七つのお祝いに（1982年 松竹）
- 天城越え（1983年 松竹）
- オキナワの少年（1983年 東宝）
- 星の牧場（1987年 東映クラシックフィルム）
- アザー・ピープルズ・マネー（1992年）※声の出演（吹替）
- 学校（1993年 松竹）
- 河童 （1994年 日本ヘラルド映画）
- SADA〜戯作・阿部定の生涯（1998年 松竹）
- 御法度（1999年 松竹） - 井上源三郎
- DRUG（2001年 青少年育成国民会議）
- 福耳（2003年 アルゴ・ピクチャーズ）
- 北辰斜にさすところ（2007年 東京テアトル）

### オリジナルビデオ
- 雀鬼5 ひとりだけの引退試合（1994年、竹書房）

### 舞台
- マキシムから来た女
- 花のお江戸のかぐや姫〜我楽苦多一座奮戦記〜
- 江戸の花嫁（コント55号として）
- 谺来る（コント55号として）
- 仇討物語・でんでん虫（コント55号として）
- オペレッタ 「こうもり」（二期会の公演に、看守のフロッシュ役で出演し、本来は台詞だけの役だが、この時は特別に1曲、「ウィーン我が夢の街」を歌っている）
- 12ヶ月のニーナ 於：青山劇場

### テレビアニメ
- 吾輩は猫である（1982年） - 珍野苦沙弥

### 劇場アニメ
- くるみ割り人形（サンリオ製作）（中国風名士）
- アンネの日記（1995年） - ファンダーン

### ラジオ
- 坂上二郎の歌謡曲・飛びます!飛びます!（2004年10月 - 2005年3月、20:30 - 21:00、文化放送）
- チエちゃん・二郎サンの歌謡ビッグサタデー（ニッポン放送）

### CM
- エスビー食品「おろしにんにく」（1973年）
- 十條キンバリー（現：日本製紙クレシア） 「クリネックスティシュー」（1974年）
- 楠灰「ゴキブリハンター」（1974年）
- 人形のモリシゲ（1975年）
- パイロット万年筆 （現・パイロットコーポレーション）（1975年）
- ヰセキ コンバイン「太郎（二代目）・小太郎シリーズ」（1975年 - 1978年）
- 小林薬品工業 ホルユニー アミノドリンク（1984年）
- ハウス食品 わかめ王風麺（1985年） - 大沢逸美と共演
- 大正製薬 「パブロンゴールド顆粒」（1986年 - 1987年）- 榊󠄀原郁恵と共演
- パーソルキャリア（旧・学生援護会→インテリジェンス）「DODA」（1991年） - 萩本欽一と共演
- 任天堂 『カービィのエアライド』（2003年） - 声のみ
- カウカウ「TAXグループのクルマ買取り専門店」（1996年 - 2001年）

## 音楽作品

### シングル・レコード
1. ワンナイト新宿/花ものがたり（1970年6月）
2. 紳士の条件/男の道（1971年6月）
3. 学校の先生/係長ブルース（1974年11月1日） ※オリコン最高位8位
4. 9×9の唄/カックラキンでぶっ飛ばせ（1975年5月） ※坂上二郎とグリーン・ピース名義　日本テレビ「カックラキン大放送」より
5. 鉄道員/北の果て（1975年）（CBS・ソニーSOLB-297。作詞：山上路夫、作曲：大川光久、編曲：竹村次郎）
6. 春子/佐渡（1977年10月）
7. 生まれたからには/枕詞がたり（1981年） ※芸能生活25周年、コント55号結成15周年記念盤
8. スワローズ音頭/スワローズ讃歌〜とびだせヤクルト（1983年3月） ※コーラス：ヤクルトスワローズ
9. 森さん/森のひと（1983年9月）（CBS・ソニー07SH-1398。作詞：阿久悠、作曲：叶弦大、編曲：小山恭弘） ※コーラス：東映児童合唱団‐森林浴イメージソング

### LPレコード
1. 懐メロ大作戦（1974年7月） - 全12曲入り

### CD
1. デーゲーム/デーゲーム（1989年9月1日）※坂上二郎とユニコーン名義　C/Wはユニコーン。オリコン最高11位（CBS・ソニー　10EH-3333）
2. 風まかせ/青春ラプソディ（1991年10月23日）（テイチクエンタテインメント　TEDA-93）フジテレビ風まかせ 新・諸国漫遊記エンディングテーマ曲
3. なぁ…友よ/昔なじみ（2000年4月26日）（キングレコード　KIDX-526,KISX-526）
4. 必殺!人生送りバント/飛びます音頭（2005年4月21日）（テイチクエンタテインメント　TECA-12005）
5. ゴールデン☆ベスト 坂上二郎（2011年6月29日）（Sony Music Direct　MHCL-1918）

## 著作
- たぬき先生たんたんエッセイ（1975年）
- 『ひとりで歌ってばかりいた』フレーベル館、1984年7月25日。